# Jean XV d'Alexandrie
Jean XV d'Alexandrie (Copte)  (mort le 7 septembre 1629) est le 99e patriarche copte d'Alexandrie.

## Biographie

### Origine
Le futur patriarche est originaire de Mallawi, et de ce fait connu sous le nom de Yoannis El-Mallawany. Il est d'abord moine au Monastère Saint-Antoine avant d'être ordonné Patriarche le  7e jour de Tute, 1336 de l'Ère des Martyrs. (soit le 18 septembre 1619).

### Patriarcat
Le nouveau patriarche est chaste, savant et juste dans ses jugements. Il est modeste, impartial et ne cherche que la vérité. Il est zélé pour l'église, compatissant envers les prêtres, aimant les pauvres et fournit un abri aux étrangers. Il ne désire rien de ce monde, mais il était plutôt absorbé dans la prière et l'adoration, jour et nuit
Au cours de l'année  1340 A.M. (1623 A.D.), une grave épidémie s'abat sur la Haute-Egypte. Elle dure du mois de  Tubah (Janvier) jusqu'au mois de Baramoudah (Avril), elle fait de nombreux morts et dévaste des familles entières. Le Pape Yoannis qui se trouvait alors en en Haute-Égypte, rentre au Caire en 1341 A.M. Au cours de l'année  1342 A.M., une seconde épidémie 
se propage à travers le pays, moins grave toutefois que la première.

### Mort
Le Pape décide alors de retourner en Haute-Egypte lors de la seconde année de l'épidémie, puis il revient au Caire. Sur le chemin du retour, il fait étape dans la cité d'Abnub où il passe une nuit . Le lendemain il souffre de fortes douleurs abdominales. On prétend qu'il a été empoisonné par une boisson absorbée dans la nuit. Le propriétaire de la maison où il avait dormi avait en effet des concubines en plus de son épouse et le Pape l'avait admonesté pour cela. Le prélat tombe ensuite gravement malade, il réclame un bateau pour regagner sa résidence mais il meurt à son bord avant d'y arriver. Le 5e de Al-Nasi, 1346 A.M. (7 septembre 1629) le Pape Yoannis XV (Jean), 99e Pape d'Alexandrie meurt. Il est inhumé dans le monastère de Saint Anba Bishiah à El-Biadiah. Il avait occupé le siège patriarcal pendant 9 années 11 mois et 22 jours,.
.